# Chusquea pohlii
Chusquea pohlii är en gräsart som beskrevs av Lynn G. Clark. Chusquea pohlii ingår i släktet Chusquea och familjen gräs.
Artens utbredningsområde är Costa Rica. Inga underarter finns listade i Catalogue of Life.